# بتی کاتبرت
بتی کاتبرت (به انگلیسی: Betty Cuthbert) ورزشکار زن دوهای سرعت اهل استرالیا است. وی در المپیک ۱۹۵۶ ملبورن ۳ مدال طلا در رشته‌های ۱۰۰ متر، ۲۰۰ متر و ۴ در ۱۰۰ متر کسب کرد. او المپیک ۱۹۶۰ را به دلیل مصدومیت از دست داد اما در المپیک ۱۹۶۴ توکیو یک مدال طلای دیگر در ۴۰۰ متر را برنده شد. کاتبرت سبک دویدن خاصی داشت. او زانوهایش را بسیار بالا می‌برد و با دهان کاکلا باز می‌دوید.
بتی کاتبرت از بهترین ورزشکاران تاریخ دو سرعت و یکی از ۲۴ عضو اولیه تالار افتخارات فدراسیون بین‌المللی دو و میدانی است.